# 青柳寺 (相模原市)
青柳寺（せいりゅうじ）は、神奈川県相模原市南区上鶴間本町に所在する日蓮宗の寺院。山号は方運山。旧本山は小町本覚寺、潮師法縁。鹿島神社が隣接しており、「武相困民党発祥之地碑」等がある。

## 歴史
明応8年（1499年）日朝が結んだ草庵・清龍寺が起源。
天正11年（1583年）渋谷義重（足利義昭に仕える武士）が夢の知らせにより、律正院日題に開山を請い、この地の清龍寺を改名し建立。創建した。
明治17年（1884年）に自由民権運動（武相困民党結団）の舞台となったことで知られる。
昭和10年（1935年）10月、『横浜貿易新報』の読者投票により県下名勝史蹟四十五佳選に選定された。
昭和56年（1981年）まで使用されていた庫裡は神奈川県指定文化財に指定され、相模川自然の村公園（市内緑区）へ移築、復元されている。

## ギャラリー
- 山門
- 「武相困民党発祥之地」碑
- 県下名勝史蹟四十五佳選の「方運山青柳寺」碑

## 参考資料
- 日蓮宗寺院大鑑編集委員会『宗祖第七百遠忌記念出版 日蓮宗寺院大鑑』大本山池上本門寺 (1981年)

## 関連施設
- 金井七面社　町田市金井にある仏堂（六角堂）。享保5年（1720年）以前に寿性院善慶日顕信士が開山か。大正15年（1926年）火災のため焼失。昭和30年代前半に現在の堂が再建された。境内には旧本山である青柳寺が再建した鳥居が建つ。